# Tiếng La Hủ
Tiếng La Hủ (tên tự gọi: Ladhof [lɑ54xo11]) là ngôn ngữ của người La Hủ ở Trung Quốc, Thái Lan, Myanmar và Lào. Tiếng La Hủ thuộc ngữ tộc Tạng-Miến trong ngữ hệ Hán-Tạng .
Tại Vân Nam, Trung Quốc, nó được sử dụng rộng rãi cả bởi những người La Hủ và các dân tộc thiểu số khác ở Vân Nam, những người sử dụng nó như là một ngôn ngữ chung của vùng.
Tuy nhiên, ngôn ngữ này không được sử dụng rộng rãi và cũng không được dạy trong bất kỳ trường học nào ở Thái Lan, nơi mà nhiều người La Hủ trong thực tế là người tị nạn và di dân bất hợp pháp, đã vượt biên vào Thái Lan từ Myanmar.

## Phân loại
Tiếng La Hủ và tiếng Kucong có liên quan chặt chẽ với nhau, được phân loại là một nhánh riêng của nhóm ngôn ngữ Lô Lô bởi Ziwo Lama (2012), nhưng thuộc nhóm ngôn ngữ Lô Lô Trung tâm đối với David Bradley (2007). Tiếng La Hủ được phân loại là một nhánh chị em của nhánh Lô Lô Nam trong phân tích phát sinh tính toán của Satterthwaite-Phillips '(2011) của các ngôn ngữ Lô Lô-Miến.